# Naturschutzgebiet Ziegenhardt
Das Naturschutzgebiet Ziegenhardt mit einer Größe von 1,74 ha liegt nordwestlich von Berge im Stadtgebiet von Medebach. Es wurde 2003 mit dem Landschaftsplan Medebach durch den Hochsauerlandkreis als Naturschutzgebiet (NSG) ausgewiesen. Das NSG ist Teil des Europäischen Vogelschutzgebiets Medebacher Bucht.

## Gebietsbeschreibung
Im NSG handelt es sich um ein altes Heidegebiet mit Wacholdern auf der flach südlich bis westlich abfallenden Kuppe des Berges Ziegenhardt. Zum Zeitpunkt der NSG-Ausweisung war die Heide seit langem ungenutzt. Sie war im westlichen und östlichen Teil mäßig stark verbuscht war. Auf der Heide stehen einigen bis etwa 8 m hohen Kiefern. Sie war eine Magerweidebrache bzw. als Borstgrasrasen ausgebildet, wobei im westlichen Teil Übergänge zur Besenginsterheide und zur vergrasten trockenen Heide mit Heidekraut, Blaubeere und Borstgras auftreten. Im Mittelteil ist die Hutung sehr stark bis übermäßig verbuscht bzw. mit Bäumen überstellt. Örtlich sind hier Brennnessel und Brombeere dominant, auf kleinen Verlichtungen finden sich Heidereste. Ein vitaler, 3 m hoher Wacholder wird von den nahestehenden Bäumen bedrängt. Im Norden wurde ein junger Fichtenforst in das NSG einbezogen. 
Der Landschaftsplan führt zum Wert des NSG aus: „Mit seinen Heideresten und Magerweidebrachen sowie dem Vorkommen gefährdeter Pflanzenarten ist die Hutung ein sehr wertvoller Biotop für Pflanzen- und Tierarten tradierter Triftlandschaften. Die Hutung stellt im Biotopverbund einen Trittstein für Lebensgemeinschaften strukturreicher Magergrünland- und Heideflächen in der Medebacher Bucht dar. Die Hutung sollte wieder regelmäßig beweidet und vor allem der Mittelteil vom zu dichten Gehölzaufwuchs befreit werden.“

## Pflanzen im NSG
Auswahl vom Landesamt für Natur, Umwelt und Verbraucherschutz Nordrhein-Westfalen dokumentierter Pflanzenarten im Schutzgebiet: Besenginster, Besenheide, Blutwurz, Borstgras, Dornige Hauhechel, Harzer Labkraut, Heide-Labkraut, Heidelbeere und Rundblättrige Glockenblume. 

## Schutzzweck
Das NSG soll das Heidegebiet mit seinem Arteninventar schützen. Wie bei allen Naturschutzgebieten in Deutschland wurde in der Schutzausweisung darauf hingewiesen, dass das Gebiet „wegen der Seltenheit, besonderen Eigenart und Schönheit des Gebietes“ zum Naturschutzgebiet erklärt wurde.